# Ђина Врбица
Ђорђина Ђина Врбица Миодраговић (Подгорица, 6. мај 1913 — Блатница, код Теслића, 29. мај 1943) била је учесница Народноослободилачке борбе и народни херој Југославије.

## Биографија
Рођена је 24. априла 1913. године у Подгорици. Њена породица потиче из Цетиња, а њен деда Саво Врбица, који је био официр, преселио се у Подгорицу 1878. године, после ослобођења Подгорице од Турака. Ђинин отац Лазар био је чиновник - најпре је радио као царински службеник, а потом управник пољопривредног добра „Крушевац“, код Подгорице. Пошто му је прва жена умрла на порођају са сином Драгом он се поново оженио Анђом Дрецун, са којом је добио још четворо деце - Божу, Босу, Ђину и Димитрија-Миту. Године 1915. Ђинин отац се разболео од шпанске грознице и умро, а бригу о породици је преузела мајка Анђа.

### Револуционарни рад
После завршетка основне школе, уписала се на тада тек основану Трговачку академију у Подгорици. У то време, у овој школи и подгоричкој гимназији је постојао јак револуционарни омладински покрет, у коме између осталих деловали - Будо Томовић, Василије Ђуровић Вако, Драгиша Ивановић, Ристо Лекић и други истакнути револуционари. Године 1932. је матурирала и примљена у члантво Савеза комунистичке омладине Југославије (СКОЈ). Иако је имала велику жељу да настави школовање, због лоших материјалних услова то није могла па је одлучила да се запосли. Пошто дуго није могла да нађе посао, била је принуђена да се запосли као радница у Дуванској станици у Подгорици.
Као млада радница, Ђина је активно учествовала у радничком покрету, а 1934. године је примљена у чланство Комунистичке партије Југославије (КПЈ). После једног штрајка дуванских радника, била је отпуштена са посла. Током 1934. године Ђина је као делегат учествовала на Покрајинској конференцији СКОЈ-а за Црну Гору, која је била одржана у Подгорици. Због немогућности да нађе посао, 1935. године је прешла у Сарајеву, где се запослила у Финансијcкој дирекцији.
Доласком у Сарајево, Ђина се одмах повезала са партијском организацијом и активно учествовала у раду са женама и омладином. Почетком марта 1936. године, приликом полицијске провале у сарајевску партијску организацију, била је ухапшена. Пошто је у исто време избила велика полицијска провала у партијску организацију у Црној Гори, у којој је ухапшено око 300 људи, Ђина је била терећена за учешће у обе партијске организације. Била је затворена у сарајевском затвору „Беледији“, а саслушавали су је познати полицијски агенти Ђорђе Космајац и Светозар Вујковић, који су за ову прилику дошли из Београда. Иако је била мучена и злостављана, није никога одала. После шест месеци, проведених у притвору, изведена је пред суд, који ју је ослободио због недостатка доказа.
У јесен 1936. године, отишла је у Загребу и уписала се на Високу економску-комерцијалну школу. За време студија, активно је учествовала у раду револуционарног студентског покрета, као и удружењу студената из Црне Горе „Ловћен“. Често је путовала за Црну Гору, одржавајући курирску везу између ПК КПЈ за Хрватску и ПК КПЈ за Црну Гору. Била је веома ангажована и на прикупљању помоћи и добровољаца за шпански грађански рат. Учествовала је и у студентским демонстрацијама, 14. априла 1937. године, током којих је од стране франковаца убијен студент Крсто Љубичић. Током студија, дружила се са црногорским студентима Видојем Ђуровићем Кешом, његовом девојком Васиљком Лазовић и Војиславом Биљановићем, а у Загребу се упознала и са студентом економије Љубишом Миодраговићем, будућим супругом.
Маја 1937. године, приликом растурања илегалних партијских летака, била је ухапшена и у полицији подвргнута страшном мучењу. Месец дана је провела и самици, уз саслушања и мучења. Пред Окружним судом у Загребу, јуна 1937. била је терећена због „комунистичке делатности“, али јој је суђење због недостатка доказа одложено за април 1938. године. На поновном суђењу, 1938. године била је осуђена на месец дана затвора (што је већ издржала у истражном затвору). Убрзо потом, била је поново ухапшена у просторијама студентског клуба „Свјетлост“, где је учествовала у припремама за обележавање годишњице смрти Крсте Љубичића. После поновне тортуре у загребачкој полицији, била је пуштена на слободу.
Половином 1938. године, формиран је Привремени покрајински комитет СКОЈ-а за Црну Гору, у чије је чланство укључена и Ђина. Годину дана касније, одржана је Четврта покрајинска конференција СКОЈ-а за Црну Гору, Боку и Санџак на којој је избаран нови ПК СКОЈ-а, у чијем је чланству опет била Ђина. У мају 1939. укључила се и у рад Комисије за рад међу женама при ПК КПЈ за Црну Гору, чијим је радом руководила Лидија Јовановић. Заједно са Љубишом Миодраговићем, средином 1939. године, прешла је у Београд, где је на Високој школи за економију и трговину наставила студије. Активно је учествовала у револуционарном студентском покрету на Београдском универзитету, као и београдској партијској организацији. Новембра 1939. је учествовала у раду Друге конференције Универзитетског комитета КПЈ, на којој је за секретара био изабран Владо Поповић.
По задатку Месног комитета КПЈ за Београду, политички је радила са текстилним радницама, а почетком 1940. године Ђина је основала прву партијску ћелију на Вишој економској школи и била њен секретар. Често је путовала за Црну Гору, где се такође ангажовала у партијском раду, поготово у револуционарном омладинском и женском покрету. Августа 1940. присуствовала је Петој покрајинској конференцији СКОЈ-а за Црну Гору, Боку и Санџак на којој је поново изабрана за члана Покрајинског комитета.
Почетком 1941. године, апсолвирала је и 6. фебруара се венчала са Љубишом Миодраговићем, а потом су заједно отишли у Подгорицу. Ту се укључила у рад Месног комитета КПЈ за Подгорицу.

### Народноослободилачка борба
После Априлског рата и окупације Краљевине Југославије, 1941. године, била је веома активна у припремама и организовању оружаног устанка у Црној Гори. Учествовала је у Тринаестојулском устанку, а затим се у августу пребацила у Санџак, где је са супругом Љубишом, радила на припремама народа за оружану борбу против окупатора. Приликом италијанског напада на групу партизана, у којој су се налазили Ђина и Љубиша, код села Седобро 27. септембра 1941. године, погинуо је Љубиша и још двојица партизана, браћа Бојовић - Радош и Перо.
После супругове смрти, Ђина се вратила у Црну Гору, где је у својству делегата Покрајинског комитета КПЈ за Црну Гору, Боку и Санџак упућена на територију Ловћенског партизанског одреда. Радила је и на организовању Црногорске народне омладине, а на Првој покрајинској конференцији Црногорске омладине, одржаној 30. новембра 1941. године у селу Копиљу, код Подгорице, изабрана је за члана Покрајинског и Извршног одбора. Поред Ђине, чланови Извршног одбора били су још Будо Томовић и Ђоко Вујошевић. Током зиме 1941/42. године радила је на учвршћивању организација СКОЈ-а, као и на формирању првих одбора жена на подручју Подгорице и Цетиња.
Марта 1942. године, иако пред порођајем, повлачила се са партизанским јединицама из Црне Горе према западној Босни. Тада је обављала дужност политичког комесара Централне болнице. Породила се 10. јуна, у току одступних борби током Треће непријатељске офанзиве. Пошто је девојчица коју је родила била исувише слаба, оставили су је на чување једној породици у Мратињу. Ђина је партизанки Нади Јововић рекла: „Ако погинем, а ти останеш жива, узми, молим те, моје дијете. Ти знаш гдје сам га оставила. Касније ће, можда, да се нађе неко од моје породице, ако ко претекне, па да ми то дијете подигне“. Пружила јој је своју фотографију: „Ово ћеш дати мојој дјевојчици да види како је њена мајка изгледала“. Судбина није одредила да фотографија буде уручена у руке Ђинине ћерке јер је она умрла, од промрзлина.
Ђина је наставила свој ратни пут са Трећом пролетерском санџачком бригадом и стигла у гламочки срез. Од јула 1942. до априла 1943. године радила је као члан Среског комитета КПЈ задужена за агитацију и пропаганду и рад са женама. Била је члан Среског одбора АФЖ-а и Окружног одбора АФЖ за Јајачки округ. Учествовала је, као делегат, на Првој конференцији Антифашистичког фронта жена (АФЖ), одржаној 5. децембра 1942. године у Босанском Петровцу, на којој је изабрана за члана Централног одбора.
Априла 1943. године, после завршетка Четврте непријатељске офанзиве, тражила је да се врати у Црну Гору, у нади да ће наћи своју ћерку, не знајући да она више није жива. Добила је одобрење и са Другом крајишком бригадом, у којој је била члан Политодјела, кренула у правцу централне Босне. Погинула је у борбама са Немцима и усташама у близини села Блатнице код Теслића, 29. маја 1943. године, када јој је граната разнела тело. Од исте гранате, погинуо је и Муниб Маглајлић, заменик политичког комесара бригаде (брат народног хероја Вахиде Маглајлић), док је тешко рањен командант бригаде Ђурађ Предојевић, који је изгубио десну руку.
Најпре је била сахрањена у близини погибије, а 1951. године њени посмртни остаци су пренети у Теслић. Године 1957. њени посмртни остаци су, заједно са посмртним остацима других народних хероја из Црне Горе, пренети у Титоград, где су сахрањени у гробницу народних хероја на Горици.
Указом председника ФНР Југославије Јосипа Броза Тита 24. јула 1953. проглашенa је за народног хероја.
Ђинин рођени брат Димитрије Миго Врбица био је такође учесник Народноослободилачке борбе, а после рата је био генерал-потпуковник ЈНА.